# Speicher Gräsenweg 1
Der Speicher Gräsenweg 1, nordwestlich vom Zentrum Hoyerhagen in der niedersächsischen Samtgemeinde Grafschaft Hoya, stammt aus dem 18. Jahrhundert.
Das Gebäude steht unter Denkmalschutz (siehe auch Liste der Baudenkmale in Hoyerhagen).

## Beschreibung
Das eingeschossige Gebäude in Fachwerk mit Lehm- und späteren Steinausfachungen sowie mit Satteldach wurde im 18. Jahrhundert gebaut. Der Speicher ist Teil einer Hofanlage mit vier Gebäuden, mit einer u. a. aktuellen (2022) Schafzucht und -haltung.
Das Niedersächsische Landesamt für Denkmalpflege befand: „… geschichtliche  Bedeutung … durch beispielhafte Ausprägung eines kleinen Speichers … mit erhaltener Lehmstakung …“